# 中野村正覚坊
中野村 正覚坊（なかのむら しょうかくぼう、生没年不詳）は、江戸時代後期の一揆指導者。

## 経歴・人物
陸奥胆沢郡中野村五宝院の山伏。
寛政9年（1797年）仙台藩領江刺郡に端を発した安価な米の買入、郡方や村役人の不正糾弾、年貢の前納反対などを求めた仙台藩史上最大の一揆の指導者のひとり。正覚坊は胆沢郡下伊沢で一揆の指導に当たった。のち捕えられ刑死したが没年は不詳。